# Candelina
Candelina är ett släkte av lavar. Candelina ingår i familjen Candelariaceae, ordningen Candelariales, klassen Lecanoromycetes, divisionen sporsäcksvampar och riket svampar.
|           | Candelariella                                                                |
|           |                                                                              |
|           | Candelaria                                                                   |
|           |                                                                              |
| Candelina | \| \| Candelina mexicana \| \| \| \| \| \| Candelina submexicana \| \| \| \| |
|           | \| \| Candelina mexicana \| \| \| \| \| \| Candelina submexicana \| \| \| \| |
|           | Candelina mexicana                                                           |
|           |                                                                              |
|           | Candelina submexicana                                                        |
|           |                                                                              |

|  | Candelina mexicana    |
|  |                       |
|  | Candelina submexicana |
|  |                       |